# Бучин (Жосени)
Бучин (рум. Bucin) насеље је у Румунији у округу Харгита у општини Жосени. Oпштина се налази на надморској висини од 757 m.

## Становништво
Према подацима из 2011. године у насељу је живело 10 становника.